# Красное (Глусский район)
Кра́сное (бел. Краснае) — деревня в составе Калатичского сельсовета Глусского района Могилёвской области Республики Беларусь.

## Население
- 1999 год — 43 человека
- 2009 год — 24 человека